# 3-Way (Blockchiffre)
3-Way ist eine Blockchiffre, die 1994 von Joan Daemen erfunden wurde. Sie hat eine Block- und Schlüssellänge von 96 Bit. 3-Way kann mit einer beliebigen Anzahl an Runden durchgeführt werden; der Entwickler empfiehlt elf Runden.
Ein Ziel bei der Entwicklung der Blockverschlüsselung war es, eine effiziente Implementierung in Hardware zu ermöglichen.
Im Jahr 1997 wurde entdeckt, dass 3-Way gegenüber einer „Related-key attack“ anfällig ist.